# Zavěšená fasáda

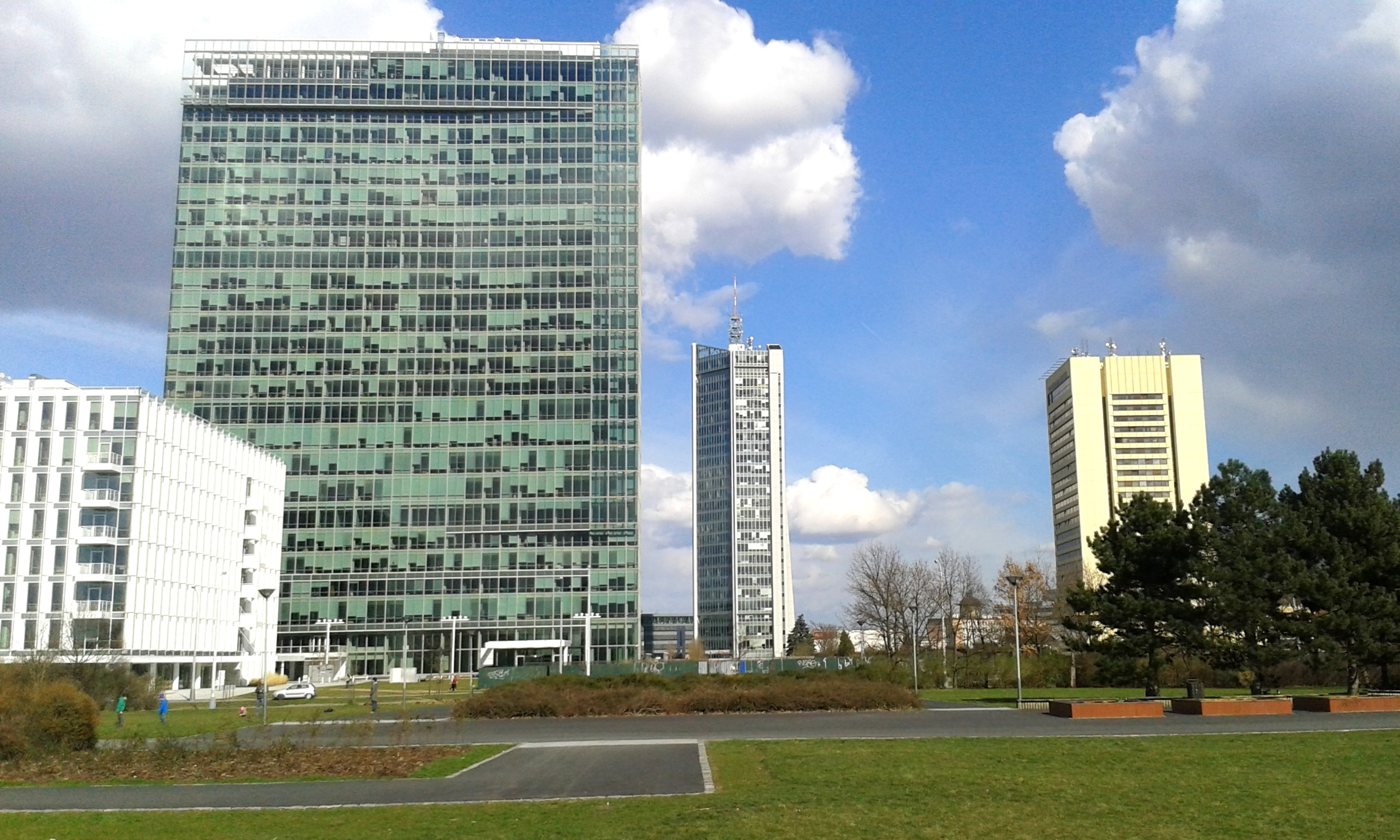
Pražská City Tower a City Empiria v pozadí, obě budovy využívají zavěšené fasády

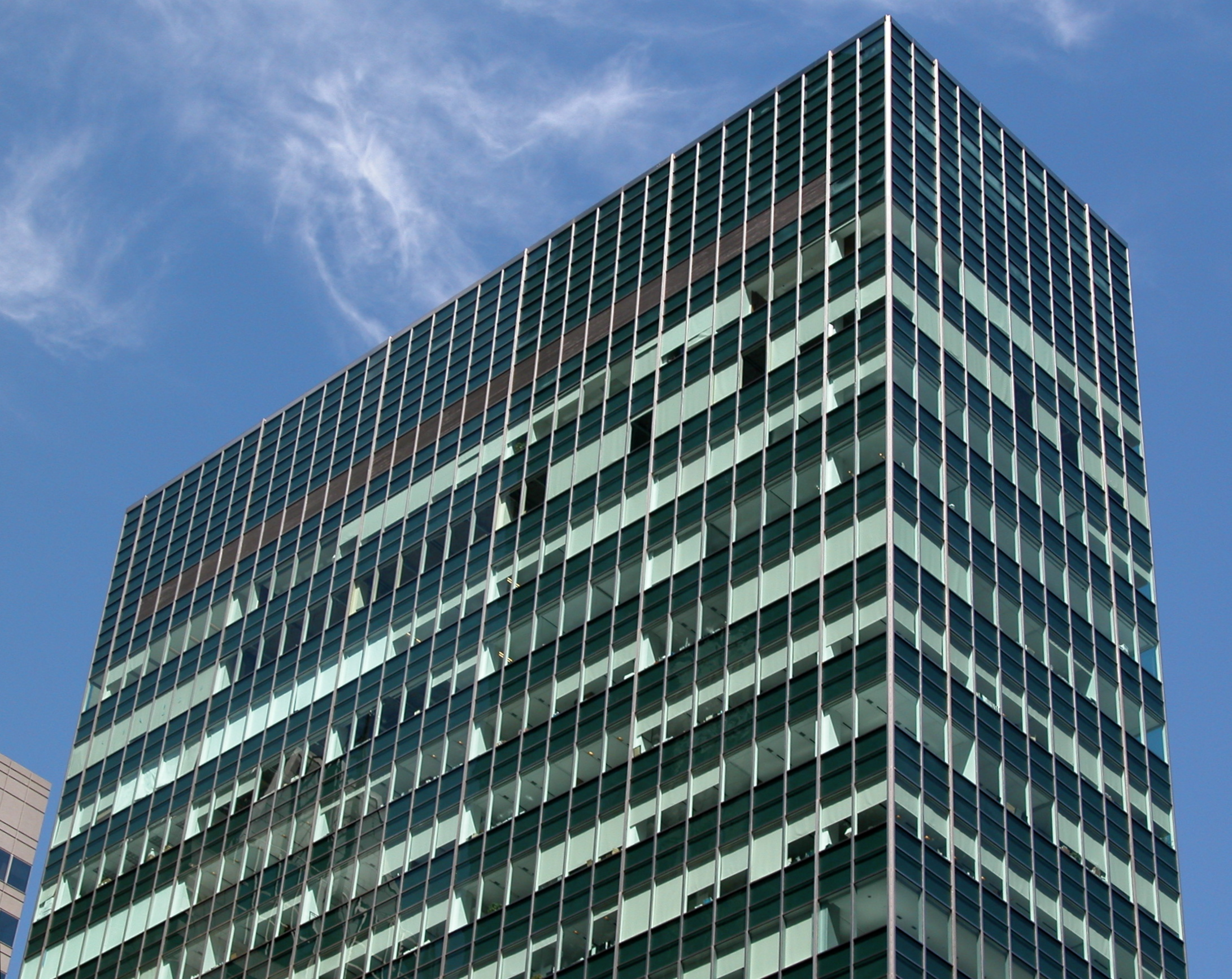
Zavěšená fasáda newyorského mrakodrapu Lever House

Zavěšená fasáda (anglicky curtain wall) je konstrukční systém lehkého obvodového pláště. Odděluje vnitřní prostor od venkovního prostředí. Je poměrně novým systémem uplatňovaným na moderní výstavbě, díky například železobetonové konstrukci drží budova stabilně a není potřeba nosných zdí. Podstata tohoto systému spočívá v předsazení resp. zavěšení fasády před konstrukci objektu, tudíž stěna nenese žádnou váhu.
Zavěšená fasáda je často spojována s výškovými budovami a mrakodrapy, díky zavěšené fasádě je možné vytvářet celoskleněné stěny budov.

## Historie
Tento systém se nejdřív realizoval v USA kolem roku 1952 (budova Organizace spojených národů a Lever House), později se rozšířil do dalších zemí.

#### Příklady
- Bauhaus, DessauLever House (New York)
- City Tower (Praha)

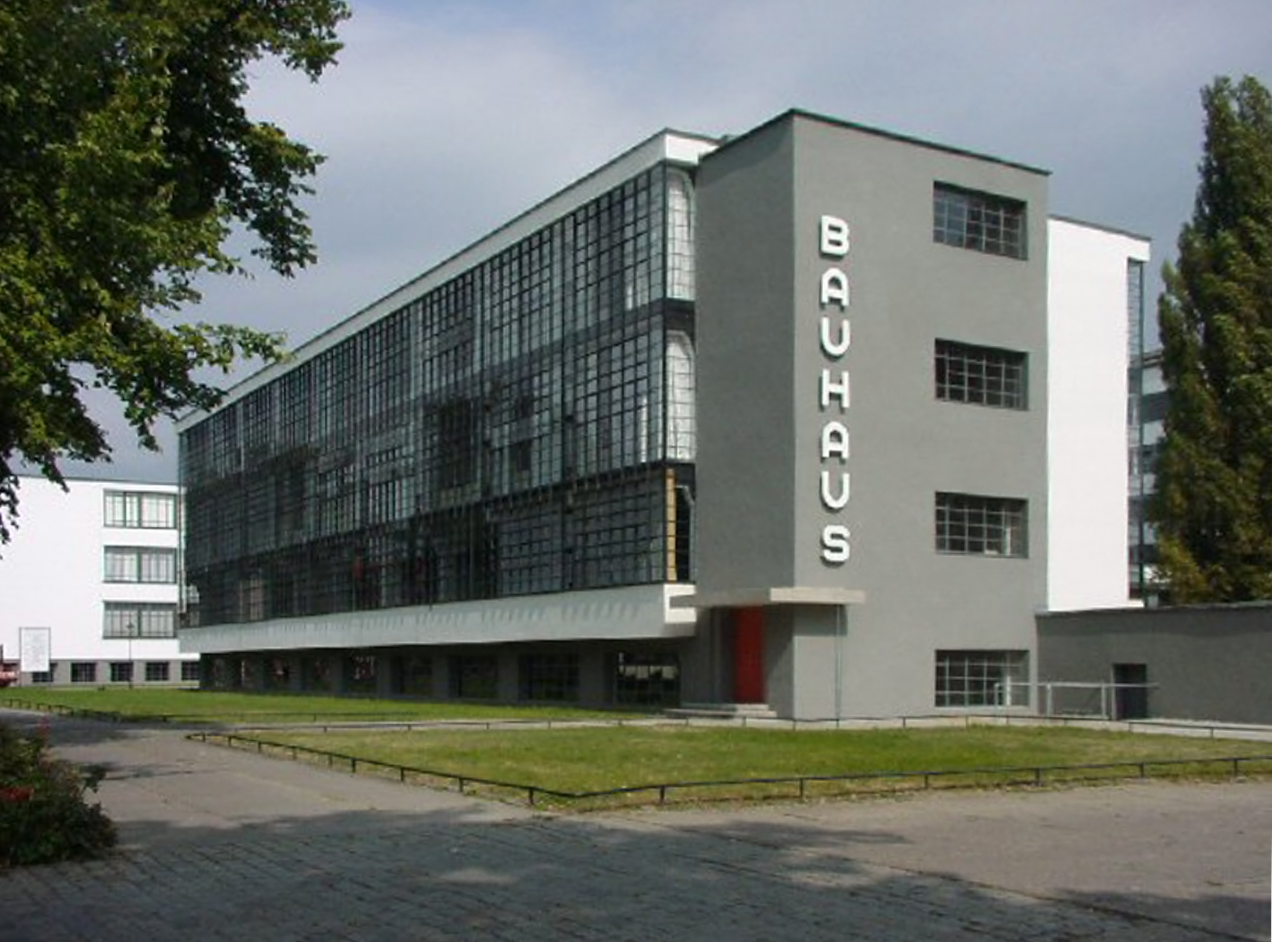
Bauhaus, Dessau

- AZ Tower (Brno, nejvyšší budova v ČR)